# Fabio Capello
Fabio Capello (sinh ngày 18 tháng 6 năm 1946) là một huấn luyện viên bóng đá người Ý và cựu cầu thủ chuyên nghiệp. Ông từng là huấn luyện viên Đội tuyển bóng đá quốc gia Anh từ tháng 1 năm 2008 tới năm 2012. Ông là huấn luyện viên thứ hai không phải người Anh của đội tuyển, người kia là người tiền nhiệm của McClaren, huấn luyện viên Sven-Göran Eriksson người Thuỵ Điển.
Capello đã đoạt chức vô địch giải đấu trong nước với mọi câu lạc bộ ông đã từng huấn luyện trong suốt sự nghiệp của mình. Trong năm mùa giải làm huấn luyện viên ông đã mang về bốn chức vô địch Serie A cho Milan, và ông cũng dẫn dắt câu lạc bộ đoạt UEFA Champions League, đánh bại Barcelona với tỷ số 4-0 trong một trận chung kết đáng nhớ. Sau đó ông có một năm làm việc tại Real Madrid, nơi ông giành danh hiệu vô địch La Liga ở mùa giải đầu tiên, và vào năm 2001 dẫn dắt Roma giành danh hiệu vô địch đầu tiên sau 18 năm. Capello cũng đã giành các danh hiệu tại Juventus (sau này bị tước sau vụ scandal Calciopoli), và vào năm 2006 quay trở lại Real Madrid, nơi ông có được một danh hiệu vô địch La Liga nữa. Tổng cộng ông đã giành chức vô địch ở bảy trong 16 mùa giải ông làm huấn luyện viên, và là một trong số ít huấn luyện viên đã giành chức vô địch ở cả bốn thành phố lớn của châu Âu: Milano, Madrid, Roma, và Torino.

## Sự nghiệp cầu thủ

### SPAL
Là một trung vệ, Capello lần đầu chơi trong đội trẻ của câu lạc bộ địa phương Pieris nơi cha ông, Guerrino, làm huấn luyện viên. Ông được Paolo Mazza, Chủ tịch SPAL, ký hợp đồng với phí hai triệu lire dù có sự quan tâm từ AC Milan. Trong mùa giải thứ hai trong đội trẻ ông đã giúp câu lạc bổ giành chức Vô địch Giải trẻ Italia và có lần ra mắt đầu tiên trong đội hình chính trong trận đấu với Sampdoria ngày 29 tháng 3 năm 1964. Ông bốn lần được ra sân thi đấu trong câu lạc bộ đang phải chiến đấu để trụ hạng và đã bị xuống hạng khỏi Serie A khiến ông có cả trải nghiệm thành công và thất bại trong cùng một mùa giải.
Sau khi quay trở lại giải đấu cao nhất chỉ trong một mùa, Capello trở thành một cầu thủ quan trọng trong mùa giải 1965-66, đảm nhiệm thực hiện những quả penalty và giúp câu lạc bộ tránh phải quay trở lại Serie B. Ông cũng được gọi vào đội tuyển U23 Italia với người đồng đội Edy Reja. Tuy nhiên, chấn thương ở đầu gối trái khiến ông chỉ ra sân mười sáu lần ở mùa giải sau đó.

### Roma
Năm 1967, ông chuyển tới Roma và trở thành một cầu thủ chủ chốt của câu lạc bộ. Trong mùa giải đầu tiên, ông đã giúp câu lạc bộ xếp hạng nhất sau tám trận, gồm cả việc ghi bàn thắng trong chiến thắng 10-9 trước Juventus. Tuy nhiên, sự tái phát chấn thương đầu gối trái khiến ông phải vắng mặt từ đó tới cuối mùa và cuối cùng Roma về đích ở vị trí thứ mười, chỉ cách khu vực xuống hạng 5 điểm. Mùa giải sau, dưới sự chỉ đạo của huấn luyện viên mới là Helenio Herrera, một Capello đang đạt phong độ đã ghi được 6 bàn thắng và Roma về đích ở vị trí thứ 8 và ông giành được danh hiệu lớn đầu tiên, Coppa Italia. Danh hiệu này giúp Roma được tham gia Anglo-Italian League Cup, nơi họ đối đầu với Swindon Town câu lạc bộ đã đánh bại Arsenal tại League Cup 1969. Capello chơi cả hai trận lượt đi và về với Swindon, Roma giành thắng lợi 2-1 trên sân nhà ở trận lượt đi nhưng thua 4-0 ở trận lượt về tại The County Ground, trải nghiệm bóng đá đầu tiên của ông tại Anh.

### Juventus và AC Milan
Sau đó ông được bán sang Juventus, và trở thành cầu thủ trụ cột của câu lạc bộ trong những năm 1970. Juventus là đội bóng thống trị đội tuyển Italia của thập kỷ, và ông đã ba lần giành Scudetto với câu lạc bộ. Capello chấm dứt sự nghiệp cầu thủ ở AC Milan năm 1980, sau khi đã giành Scudetto thứ tư với câu lạc bộ năm 1979.

### Đội tuyển quốc gia Ý
Capello cũng đã chơi ba hai trận cho Đội tuyển bóng đá quốc gia Ý; ông được đặc biệt ghi nhớ với một bàn thắng giúp Ý lần đầu tiên trong lịch sử đánh bại Anh 1-0 tại Wembley (14 tháng 11 năm 1973), và chính ông coi đó là một điểm nhấn trong sự nghiệp cầu thủ của mình.
Sau nhiều năm làm chuyên gia bóng đá cho kênh truyền hình Italia TV SPW và một thời gian ngắn làm người quản lý cho AC Milan năm 1987, ông trở thành ứng cử viên hàng đầu để kế vị Arrigo Sacchi làm huấn luyện viên đội bóng, và ông đã được chính thức chỉ định làm huấn luyện viên câu lạc bộ AC Milan năm 1991.

## Sự nghiệp huấn luyện viên
Là một sinh viên tại Coverciano, năm 1984 ông đã viết một bài viết nghiên cứu với tựa đề "Hệ chia đới".

### Milan – lần thứ nhất
Kinh nghiệm đầu tiên của ông là dẫn dắt Milan trong sáu trận cuối cùng của mùa giải Serie A 1986/87, thay thế cho Nils Liedholm và hoàn thành mục tiêu đoạt suất tham dự UEFA Cup trong một trận play-off với Sampdoria. Tuy nhiên, mùa giải sau đó, Arrigo Sacchi trở thành huấn luyện viên mới của Rossoneri, và Capello phải nhường bước, nhưng vẫn làm việc cho câu lạc bộ.
Capello có trải nghiệm làm huấn luyện viên lần thứ hai và cũng là đáng nhớ nhất đầu những năm 1990 và vẫn với Milan, thay thế Sacchi và dẫn dắt câu lạc bộ cùng những cầu thủ như Marco van Basten, Ruud Gullit, Paolo Maldini, và Franco Baresi giành bốn danh hiệu Serie A trong năm năm và đội bóng đã được đặt biệt hiệu "Bất khả chiến bại". Ở thời điểm này Milan được tài trợ từ ông trùm truyền thông giàu có của Italia Silvio Berlusconi. Dưới thời Capello, Milan có thành tích bật bại trong 58 trận ở giải vô địch trong nước từ ngày 19 tháng 5 năm đến ngày 21 tháng 3 năm 1993, gồm cả một mùa giải không thua trận nào. Cuối cùng họ bị đánh bại với tỷ số 1–0 bởi Parma và người ghi bàn là Faustino Asprilla.
Với phong cách trái ngược hẳn với truyền thống bóng đá Catenaccio của Italia, năm 1994 Milan đánh bại câu lạc bộ được ưa thích FC Barcelona 4-0 để giành UEFA Champions League, khiến họ được coi là một trong những đội bóng vĩ đại nhất thời hiện đại. Dù Milan không giành được danh hiệu Serie A năm 1995 - kết thúc mùa giải đáng thất vọng ở vị trí thứ tư - Capello ngừng hợp đồng sáu năm của ông với Rossoneri bằng cách giành lại chức vô địch năm sau đó. Ông bị thay thế bởi huấn luyện viên người Uruguay Oscar Tabárez người đã bị sa thải chỉ sau vài trận đấu.

### Real Madrid – lần thứ nhất
Tới thời điểm đó, Capello đã là một trong những huấn luyện viên hàng đầu châu Âu. Ông cũng được biết tới là một người kỷ luật nghiêm khắc, không ngần ngại kiểm tra các cầu thủ của mình, thậm chí là những ngôi sao hàng đầu, nếu ông thấy rằng họ không phục vụ hết sức cho đội bóng. Ông chỉ dẫn dắt Real Madrid trong một mùa giải, giúp họ giành danh hiệu vô địch Tây Ban Nha năm 1997. Real đã vượt qua đối thủ kình địch FC Barcelona với khoảng cách chỉ hai điểm. Dù thời gian làm việc của ông với Los Merengues chỉ kéo dài một năm, ông được ghi nhận đã mang về cho câu lạc bộ một số cầu thủ như Roberto Carlos, Predrag Mijatović, Davor Šuker, và Clarence Seedorf những người đã giúp Real thống trị Champions League trong vài năm sau đó.

### Milan – lần thứ hai
Capello sau đó quay trở lại Milan trong một thời gian ngắn với ít thành công hơn. Milan kết thúc mùa giải Serie A 1997-98 ở vị trí thứ 10, kém 30 điểm so với đội vô địch là Juventus, tới thời điểm đó Capello đã sao nhãng với câu lạc bộ.

### Roma
Sau một thời gian nghỉ ngơi ngắn ông sang Roma năm 1999, giành Scudetto năm 2000-2001. Đây là danh hiệu lớn đầu tiên của Roma trong một thập kỷ và mới chỉ là lần thứ ba họ trở thành Nhà vô địch Italia. Nhiều người cho rằng ông đã thực hiện một giao kèo bí mật để kế vị Alex Ferguson tại Manchester United. Những năm cuối thời kỳ làm việc của ông ở Roma cũng bị hoen ố bởi những cáo buộc ông đã đạo diễn sự ra đi của nhiều cầu thủ chủ chốt để phá hoại câu lạc bộ. Tới thời điểm này, Capello bị đại đa số người hâm mộ của Roma sỉ vả. Điều này diễn ra dù trên thực tế ông là người đã dẫn dắt câu lạc bộ giành Scudetto duy nhất của họ từ năm 1983.

### Juventus
Năm 2004, Capello rời câu lạc bộ Roma đang trong tình trạng nợ nần để tới Juventus. Juventus giành Scudetto trong hai mùa giải 2004–05 và 2005–06 dưới sự dẫn dắt của Capello, nhưng sau này đã bị tước danh hiệu vô địch vì liên quan tới scandal dàn xếp tỷ số bóng đá Italia, với nhiều dấu hiệu cho thấy có sự tham gia của Capello. Vụ việc đã nhận chìm câu lạc bộ thành Torino, và vào năm 2006 họ bị các quan chức bóng đá đánh tụt hạng xuống Serie B.
Tháng 7 năm 2006, khi Juventus đang ở giữa cuộc khủng hoảng dàn xếp tỷ số, Capello từ chức huấn luyện viên Juventus. Báo chí đề cập tới khả năng ông quay trở lại Real Madrid; chủ tịch mới của câu lạc bộ Ramón Calderón đã công khai tuyên bố rằng mình muốn Capello quay trở lại câu lạc bộ lần thứ hai và vào ngày 5 tháng 7 năm 2006, website chính thức của Real Madrid đã thông báo việc chỉ định Capello.
Capello bị đội trưởng của Juventus là Alessandro Del Piero chỉ trích, khi các cầu thủ chủ chốt là Fabio Cannavaro và Emerson cũng rời bỏ câu lạc bộ để tới Real Madrid, với một số người tin rằng Capello đã đích thân thuyết phục các cầu thủ đó đi theo ông. Sau khi câu lạc bộ phải xuống hạng, Juventus phải chật vật để giữ lại các cầu thủ hàng đầu của mình.

### Real Madrid – lần thứ hai

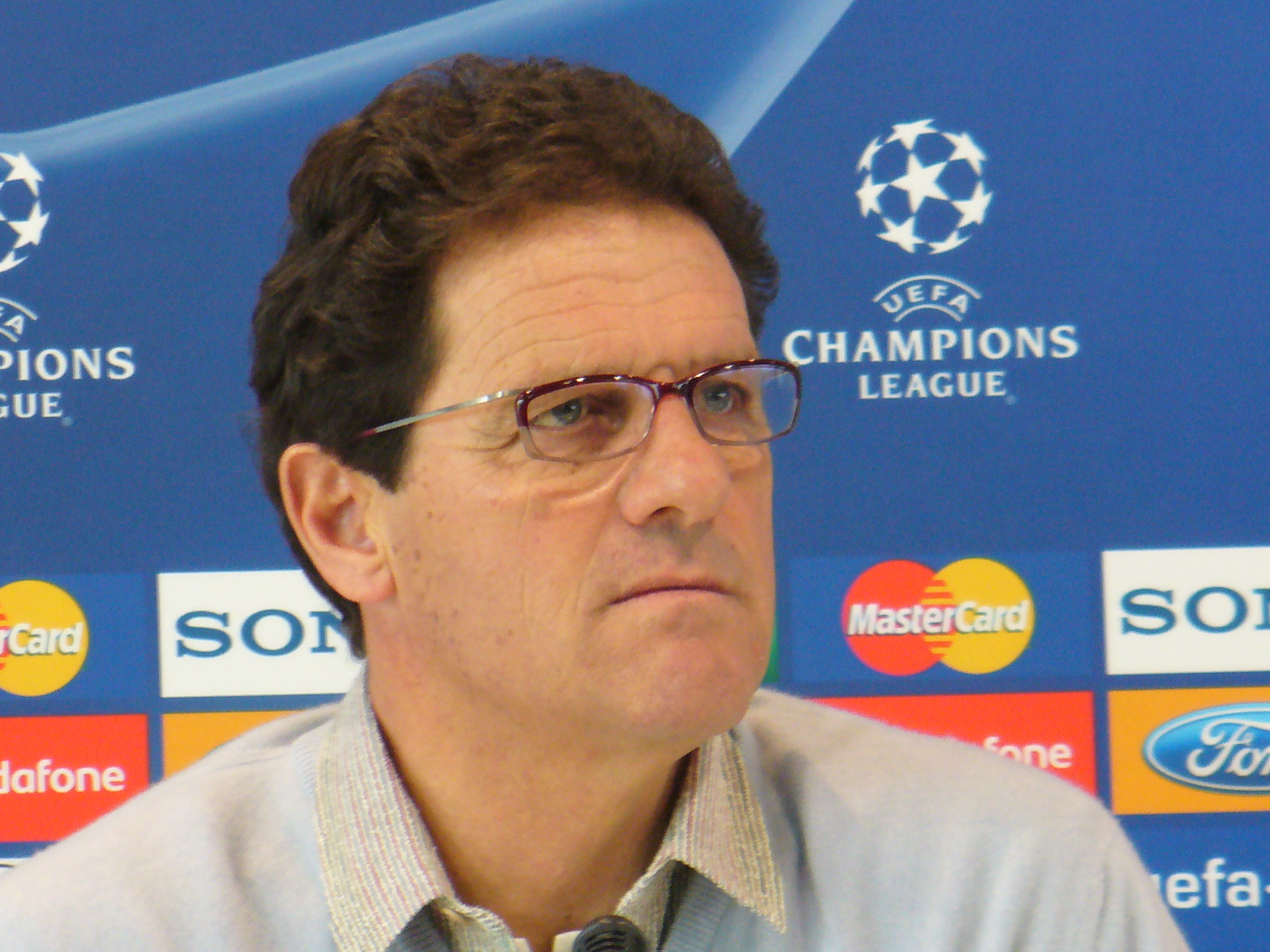
Capello ở lần làm việc thứ hai với Madrid.

Capello tới Real Madrid khi câu lạc bộ đang ở trong một khoảng thời gian đói danh hiệu dài nhất trong lịch sử của mình. Ông nhanh chóng tạo ra sự chống đối của những fan cuồng nhiệt của Real vì chiến thuật bóng đá phòng ngự của mình. Trong các cuộc phỏng vấn, Capello đáp trả những lời chỉ trích bằng cách nói rằng vẻ đẹp của bóng đá tấn công đã cổ điển. Ông nói rằng những kết quả còn quan trọng hơn việc chơi bóng đá đẹp. Ông cũng thêm rằng "những ngày ấy đã qua rồi." Trách nhiệm của ông là mang danh hiệu trở lại với Madrid, một nhiệm vụ mà năm huấn luyện viên trước ông đã không thể thực hiện từ năm 2003. Tại Tây Ban Nha, ông thường được gọi là "Don Fabio". 
Ở Real Madrid, Capello loại bỏ nhiều cầu thủ có danh tiếng. Ông bị chỉ trích vì đã loại bỏ David Beckham bởi những tranh cãi trong hợp đồng và cả Ronaldo, người đang phải vật lộn để lấy lại phong độ và thể hình. Capello cũng gây thù hận với người đồng hương là Antonio Cassano; hai người trước đó từng tranh cãi với nhau ở Roma. Capello không cho Cassano thi đấu trong hơn một tháng tại Real Madrid và cầu thủ trẻ này được cho là đã hét lên với ông "Ông không biết hổ thẹn à? Tôi đã chiến đấu cho ông tại Rome và đây là cách ông trả công cho tôi à." Việc này khiến Cassano bị câu lạc bộ treo giò.
Vào tháng 3, Real một lần nữa bị loại sớm ở Champions League và rơi xuống vị trí thứ tư tại giải vô địch trong nước, kém sáu điểm so với FC Barcelona. Ngày 20 tháng 2 năm 2007, Real Madrid buộc phải bác bỏ những lời đồn đại rằng Capello sẽ ra đi sau trận đấu ngày hôm đó.
Dù câu lạc bộ đang trong tình trạng bất ổn, Capello đã gọi trở lại Beckham, người đóng một vai trò quan trọng trong sự phục hồi của câu lạc bộ. Một loạt các kết quả thuận lợi ở nửa sau mùa giải khiến Real leo lên đầu bảng xếp hạng, trong khi Barça không có được phong độ ổn định. Real Madrid giành danh hiệu thứ 30 của mình vào ngày cuối cùng của mùa giải khi đánh bại RCD Mallorca 3–1 trên sân nhà. Thắng lợi diễn ra sau khi Capello thay Beckham đang bị chấn thương bằng José Antonio Reyes. Real đang bị dẫn 1–0 trước khi việc thay người diễn ra và Reyes đã làm thay đổi cục diện trận đấu với hai bàn thắng. Dù vô địch La Liga, Capello bị sa thải ngày 28 tháng 6 năm 2007 vì phong cách thi đấu thực dụng của Real ở một câu lạc bộ nơi những hồi ức về các cầu thủ mang nhiều phong cách cá nhân và tự do nhưng không mang lại thành công của thời kỳ Galáctico vẫn còn. Tuy Capello là một người ngưỡng mộ văn hoá Tây Ban Nha và rất thích thú với quãng thời gian của mình tại Madrid, ông đã liên hệ việc dẫn dắt Real với việc sống trong một bát cá vàng.

## Đội tuyển Anh

### Chỉ định
Sau khi Steve McClaren bị sa thải do không đưa Đội tuyển Anh vượt qua vòng loại UEFA Euro 2008, Capello đã được liên hệ, cùng với nhiều huấn luyện viên khác như José Mourinho, Marcello Lippi, và Martin O'Neill cho vị trí huấn luyện viên đội tuyển Anh; sau đó ông thừa nhận mình có quan tâm tới công việc này.
Sau khi Mourinho tự loại mình khỏi vị trí một ứng cử viên, giới truyền thông lập tức cho rằng Capello là nhân vật được ưu tiên tiếp sau. Alex Ferguson, Arsène Wenger, và Rafael Benítez đều lên tiếng ủng hộ Capello và tin tức rằng Capello rút lui những cam kết từ lâu với kênh truyền hình nhà nước Italia RAI càng xác nhận rằng ông là ứng cử viên hàng đầu cho ghế huấn luyện viên tuyển Anh. Ban đầu có ý kiến cho rằng khả năng tiếng Anh kém của Capello có thể khiến ông bị loại, nhưng Liên đoàn bóng đá Anh nói rằng điều này không phải vậy. Ông đã được chính thức chỉ định làm huấn luyện viên đội tuyển Anh ngày 14 tháng 12 năm 2007, và bắt đầu làm việc thường xuyên ngày 7 tháng 1 năm 2008, với một hợp đồng bốn năm rưỡi. Ước tính khoản lương hàng năm của ông là £6 triệu. Sau khi được chỉ định vào chức vụ, ông thông báo đây sẽ là công việc cuối cùng của mình trong lĩnh vực bóng đá. Capello thông báo vào ngày được chỉ định rằng giấc mơ trở thành huấn luyện viên đội tuyển bóng đá quốc gia Anh của mình đã thành sự thực và rằng ông hy vọng sẽ học thêm tiếng Anh trong tháng sau đó trước cuộc gặp gỡ chính thức với các cầu thủ.
Capello được nhiều fan hâm mộ và báo chí Anh chào đón, họ coi việc chỉ định ông là một thắng lợi, nêu ra những thành tích ấn tượng của ông và danh tiếng như một người kỷ luật trái ngược với sự khoan dung quá mức từng có dưới thời hai người tiền nhiệm. Ví dụ sau này ông đã tước băng đội trưởng của John Terry sau một vụ scandal vào tháng 2 năm 2010. Ông cũng gọi các thành viên của đội tuyển Anh là "những chàng trai giàu có" và nói mỗi thành viên cần phải hi sinh một số thứ trong World Cup. Tại Italia, tin tức về việc ông được chỉ định được đón chào với cảm giác tự hào rằng một trong những người đồng hương của họ đã trở thành huấn luyện viên một đội tuyển bóng đá hàng đầu của châu Âu. Tương tự, đối thủ của ông cũng đưa ra một số chỉ trích, đáng chú ý nhất là từ Chủ tịch FIFA Sepp Blatter, người phát biểu, "Tôi sẽ nói nó hơi đáng ngạc nhiên khi quê hương của bóng đá đã bỏ qua một nguyên tắc bất khả xâm phạm hay niềm tin rằng người huấn luyện viên của một đội tuyển quốc gia phải cùng là công dân của quốc gia đó như các cầu thủ."

### Các trận giao hữu

#### 2008
Trận đấu đầu tiên của đội tuyển Anh với Capello là huấn luyện viên diễn ra tại Wembley đối đầu với Thuỵ Sĩ ngày 6 tháng 2 năm 2008. Đa phần dự đoán liên quan tới trận đấu tập trung vào việc liệu Capello có giúp David Beckham có lần góp mặt thứ 100 vào một trận đấu quốc tế không. Một khía cạnh khác cũng thu hút nhiều sự chú ý là lựa chọn người mang băng đội trưởng của Capello. Nhiều cầu thủ khởi đầu sự nghiệp quốc tế dưới thời Steve McClaren thừa nhận rằng họ không chắc chắn về việc mình có được lựa chọn trong tương lai không. Ngày 31 tháng 1 năm 2008, có tin xác nhận rằng một số cầu thủ lớn tuổi gồm cả Sol Campbell và Beckham đã không được lựa chọn vào đội hình xuất phát của Capello, với lý lẽ do vị huấn luyện viên người Italia đưa ra là 'những lý do về phong độ' cho việc loại bỏ cựu đội trưởng Beckham, người đã không chơi bóng chuyên nghiệp từ ngày 21 tháng 11 năm 2007. Sau giai đoạn phong độ thất thường gần đó, Paul Robinson cũng bị loại khỏi đội tuyển. Hai cầu thủ lần đầu được góp mặt: Curtis Davies và Gabriel Agbonlahor, đều thuộc Aston Villa. Capello quyết định trao băng đội trưởng cho Steven Gerrard trong trận đấu đầu tiên của mình, bắt đầu chính sách quay vòng.
Jermaine Jenas đã ghi bàn đầu tiên cho đội tuyển Anh thời Capello ở phút thứ 40 trong trận đấu với Thuỵ Sĩ trên sân Wembley. Shaun Wright-Phillips tái lập thế dẫn bàn ở phút 61, ngay sau khi được vào sân thay người. Sau một khởi đầu chậm chạp, đội Anh giành chiến thắng 2-1, giúp Capello có được chiến thắng đầu tiên với tư cách huấn luyện viên đội tuyển Anh. Ông đã được các fan hâm mộ đội tuyển Anh chào đón nồng nhiệt trước khi trận đấu bắt đầu.
Trong trận đấu thứ hai dưới thời của mình, một trận giao hữu với Pháp, Capello cuối cùng đã cho Beckham cơ hội có trận đấu thứ 100 cho đội tuyển của mình. Ông cũng thực hiện chính sách quay vòng người mang băng đội trưởng, trao nó cho Rio Ferdinand. Anh thua trận 1-0 với một quả penalty của Franck Ribéry, đánh dấu thất bại đầu tiên của Capello với tư cách huấn luyện viên quốc gia. Trận đấu thứ ba của Capello diễn ra ngày 28 tháng 5 năm với Mỹ. Ông chỉ định cầu thủ John Terry của Chelsea làm đội trưởng trong trận đấu này. Anh đã giành thắng lợi 2-0 dễ dàng.
Ngày 31 tháng 5 năm 2008, Capello chỉ định David Beckham làm đội trưởng cho trận đấu ngày 1 tháng 6 năm 2008 với Trinidad và Tobago. Đây là lần đầu tiên Beckham được giao băng đội trưởng đội tuyển Anh từ 2006 FIFA World Cup. Anh giành thắng lợi dễ dàng với tỷ số 3-0. Ngày 19 tháng 8 năm 2008, Capello thông báo rằng John Terry sẽ được chỉ định làm đội trưởng lâu dài lần thứ hai trong sự nghiệp của mình. Ngày 20 tháng 8 năm 2008, Anh hoà 2-2 tại Wembley với Cộng hoà Séc.
Đội tuyển Anh kết thúc năm 2008 với thắng lợi 2-1 trước Đức 2-1 ngày 19 tháng 11. Một cú đánh đầu của John Terry đã mang lại thắng lợi cho Anh, ở phút thứ 83, là thất bại đầu tiên của Đức tại Berlin sau 35 năm.

#### 2009
Mùa xuân năm 2009, Anh thi đấu hai trận giao hữu, thua 2–0 trước nhà Vô địch châu Âu Tây Ban Nha và đánh bại Slovakia 4–0.. Mùa hè năm 2009 Anh có một trận giao hữu với Hà Lan, lật ngược tình thế khi bị dẫn 2-0 và có kết quả chung cuộc hoà 2-2 trên sân khách. Slovenia bị đánh bại 2-1 tại Wembley cùng năm đó.

#### 2010
Tháng 3 năm 2010, Anh chơi một trận giao hữu với Ai Cập và đánh bại đội đang giữ Cúp các Quốc gia châu Phi 3 - 1.

### Vòng loại World Cup 2010
Đội tuyển Anh khởi đầu chiến dịch cạnh tranh quốc tế đầu tiên dưới thời Capello với một chiến thắng 2–0 trước Andorra, tại Barcelona, ngày 6 tháng 9 năm 2008. Bốn ngày sau, ngày 10 tháng 9, Anh đấu với Croatia, đội đã giành vé tham gia giải đấu trước đó (UEFA Euro 2008) của đội Anh. Anh thắng 4–1; Theo Walcott của Arsenal đặc biệt gây ấn tượng với ba bàn thắng Trận vòng loại tiếp theo diễn ra tại Wembley hơn một tháng sau đó, ngày 11 tháng 10 năm 2008, với Kazakhstan. Hết nửa thời gian trận đấu vẫn không có bàn thắng nào, nhưng cuối cùng Anh thắng 5–1. Một chiến thắng liên tiếp thứ năm diễn ra ngày 15 tháng 10 năm 2008 khiến Anh có được sự khởi đầu tốt nhất trong một vòng loại World Cup khi họ đánh bại Belarus 3–1.
Ngày 1 tháng 4 năm 2009, Anh đánh bại Ukraina 2-1 tại Wembley. Ngày 6 tháng 6, họ tới Almaty và đánh bại Kazakhstan 4-0, và bốn ngày sau đó họ quay trở lại Wembley để đánh bại Andorra một lần nữa với tỷ số 6-0, đây là chiến thắng thứ bảy của họ ở vòng đấu loại. Một điều đáng chú ý ở vòng loại là các bàn thắng của Wayne Rooney: tám bàn trong bảy trận (tất cả đều diễn ra ở sáu trận cuối). Và hai bàn là trong trận giao hữu với Slovakia tháng 3 năm 2009, Rooney đã ghi mười bàn trong tám trận gần nhất của đội tuyển Anh.
Ngày 9 tháng 9 năm 2009, Capello đã đưa đội tuyển Anh qua vòng loại 2010 World Cup sau chiến thắng 5-1 trên sân nhà trước Croatia.

## Thống kê sự nghiệp

### Cầu thủ
| Thành tích cấp CLB  | Thành tích cấp CLB  | Thành tích cấp CLB  | Giải vô địch | Giải vô địch                       | Cúp quốc gia | Cúp quốc gia | Cúp liên đoàn | Cúp liên đoàn | Cúp châu lục | Cúp châu lục | Tổng cộng | Tổng cộng |
| Mùa giải            | CLB                 | Giải vô địch        | Trận         | Bàn                                | Trận         | Bàn          | Trận          | Bàn           | Trận         | Bàn          | Trận      | Bàn       |
| Ý                   | Ý                   | Ý                   | Giải vô địch | Giải vô địch                       | Coppa Italia | Coppa Italia | League Cup    | League Cup    | Châu Âu      | Châu Âu      | Tổng cộng | Tổng cộng |
| ------------------- | ------------------- | ------------------- | ------------ | ---------------------------------- | ------------ | ------------ | ------------- | ------------- | ------------ | ------------ | --------- | --------- |
| 1964-65             | SPAL                | Serie B             | 4            | 0                                  |              |              |               |               |              |              |           |           |
| 1965-66             | SPAL                | Serie A             | 20           | 1                                  |              |              |               |               |              |              |           |           |
| 1966-67             | SPAL                | Serie A             | 16           | 2                                  |              |              |               |               |              |              |           |           |
| 1967-68             | Roma                | Serie A             | 11           | 1                                  |              |              |               |               |              |              |           |           |
| 1968-69             | Roma                | Serie A             | 25           | 6                                  |              |              |               |               |              |              |           |           |
| 1969-70             | Roma                | Serie A             | 26           | 4                                  |              |              |               |               |              |              |           |           |
| 1970-71             | Juventus            | Serie A             | 27           | 5                                  |              |              |               |               |              |              |           |           |
| 1971-72             | Juventus            | Serie A             | 29           | 9                                  |              |              |               |               |              |              |           |           |
| 1972-73             | Juventus            | Serie A             | 27           | 3                                  |              |              |               |               |              |              |           |           |
| 1973-74             | Juventus            | Serie A             | 27           | 4                                  |              |              |               |               |              |              |           |           |
| 1974-75             | Juventus            | Serie A             | 28           | 3                                  |              |              |               |               |              |              |           |           |
| 1975-76             | Juventus            | Serie A             | 27           | 3                                  |              |              |               |               |              |              |           |           |
| 1976-77             | Milan               | Serie A             | 26           | 1                                  |              |              |               |               |              |              |           |           |
| 1977-78             | Milan               | Serie A             | 28           | 3                                  |              |              |               |               |              |              |           |           |
| 1978-79             | Milan               | Serie A             | 8            | 0                                  |              |              |               |               |              |              |           |           |
| 1979-80             | Milan               | Serie A             | 3            | 0                                  |              |              |               |               |              |              |           |           |
| Tổng cộng           | Ý                   | Ý                   | 332          | 45\|\|\|\|\|\|\|\|\|\|\|\|\|\|\|\| |              |              |               |               |              |              |           |           |
| Tổng cộng sự nghiệp | Tổng cộng sự nghiệp | Tổng cộng sự nghiệp | 332          | 45\|\|\|\|\|\|\|\|\|\|\|\|\|\|\|\| |              |              |               |               |              |              |           |           |

### Huấn luyện viên
| Ý           | Milan       | 1991 | 1996     | 170 | 97  | 57  | 16 | 057,06 |
| Tây Ban Nha | Real Madrid | 1996 | 1997     | 42  | 27  | 11  | 4  | 064,29 |
| Ý           | Milan       | 1997 | 1998     | 34  | 11  | 11  | 12 | 032,35 |
| Ý           | Roma        | 1999 | 2004     | 170 | 89  | 52  | 29 | 052,35 |
| Ý           | Juventus    | 2004 | 2006     | 76  | 53  | 18  | 5  | 069,74 |
| Tây Ban Nha | Real Madrid | 2006 | 2007     | 50  | 28  | 12  | 10 | 056,00 |
| Anh         | Anh         | 2008 | Hiện tại | 22  | 16  | 2   | 4  | 072,73 |
| Tổng        | Tổng        | Tổng | Tổng     | 564 | 321 | 163 | 80 | 056,91 |

## Đời sống cá nhân
Capello sinh năm 1946 tại San Canzian d'Isonzo, Miền Bắc Italia là con của Guerrino và Evelina Capello. Cha ông, một giáo viên, và anh ông đều chơi bóng đá, và Capello đã dành cả cuộc đời mình với môn thể thao này. Ông đã cưới Laura, người ông gặp trên một chuyến xe bus khi còn là một thiếu niên, được hơn 40 năm. Con trai ông Pierfilippo cũng là người đại diện của ông. Mọi người cho rằng Liên đoàn bóng đá Anh ưa thích trạng thái gia đình ổn định của ông trái ngược với những trò vè nhiều màu sắc mà hai người tiền nhiệm của ông thường gây ra dẫn tới những sự xoi mói của truyền thông. Tuy nhiên, đã có những trích dẫn cho thấy Capello đã có một số lời bình luận gây tranh cãi trong những năm trước đó, như ca tụng Francisco Franco, và rằng FA sẽ hy vọng ông học cách giữ các ý kiến riêng cho chính mình.
Tháng 1 năm 2008, cảnh sát Italia thông báo rằng họ đang đưa ra một cuộc điều tra nhắm vào những nghi vấn về thuế với Capello. Tuy nhiên, cuộc điều tra đã bị bãi bỏ và người phát ngôn của Capello nói rằng đây là một phần trong một cuộc điều tra rộng hơn nhắm vào giới nhà giàu Italia. FA tiết lộ rằng họ đã biết về cuộc điều tra sắp diễn ra khi họ chỉ định Capello, và hy vọng không có cáo buộc nào được đưa ra.

### Nhà sưu tập nghệ thuật
Capello thú nhận mình là một người đam mê nghệ thuật. Theo thời gian, ông đã mua được một số tác phẩm, và bộ sưu tập nghệ thuật của ông được đánh giá có giá trị £17 triệu. Nghệ sĩ ưa thích của ông được cho là Wassily Kandinsky. Capello cũng rất ưa thích opera, và thường nghe nhạc cổ điển vào các buổi chiều.

## Danh hiệu

### Cầu thủ
SPAL
- Serie B thăng hạng: 1964–65

Roma
- Coppa Italia (1): 1968–69

Juventus
- Serie A (3): 1971–72, 1972–73, 1974–75

Milan
- Serie A (1): 1978–79
- Coppa Italia (1): 1976–77

### Huấn luyện viên
Milan
- Serie A (4): 1991–92, 1992–93, 1993–94, 1995–96
- Supercoppa Italiana (3): 1992, 1993, 1994
- UEFA Champions League (1): 1993–94
- European Super Cup (1): 1994

Real Madrid
- La Liga (2): 1996–97, 2006–07

Roma
- Serie A (1): 2000–01
- Supercoppa Italiana (1): 2001

Juventus
- Serie A (2): 2004–05 (Bị tước), 2005–06 (bị tước)

### Cá nhân
- Huấn luyện viên của năm của Serie A: 2005
- Giải thưởng Huấn luyện viên Nhân vật Thể thao của Năm của BBC: 2009